# Vega de Tirados
Vega de Tirados és un municipi de la província de Salamanca a la comunitat autònoma de Castella i Lleó. Limita al Nord amb Juzbado, a l'Est amb San Pedro del Valle, al Sud amb Porteros (Carrascal de Barregas) i Golpejas i a l'Oest amb Villarmayor.

## Demografia
| 1991 | 1996 | 2001 | 2004 |
| ---- | ---- | ---- | ---- |
| 254  | 235  | 203  | 247  |